# Bushmaster XM-15
La serie Bushmaster XM-15 (anteriormente llamada XM15) está formada por fusiles semiautomáticos, carabinas y pistolas semiautomáticas fabricados por la Bushmaster Firearms International. Las variantes incluyen a la carabina Bushmaster Tipo M4, la serie Patrolman, la serie QRC, la carabina Bushmaster XM15-E2S y la serie Carbon 15.
Las dos mitades del cajón de mecanismos del XM-15 estándar están hechas de aluminio forjado 7075T6 de calidad aeronáutica. Los cañones de las armas de la serie XM-15 tienen un perfil pesado, siendo hechos de acero 4150 o acero inoxidable 416, con ánimas cromadas. En el folleto publicitario de 2016, se afirma que todos los nuevos fusiles XM-15 estarán equipados con un cañón de acero 4150. La tasa de rotación estándar del ánima es de 1:9.

## Variantes

### Serie E2S
La carabina E2S estándar está equipada con un cañón de 410 mm de longitud.
E2S Target - Fusil de tiro al blanco con cañón pesado de 510 mm de longitud, culata tipo A2 y asa de transporte. También está disponible con cañones de 610 mm y 660 mm de longitud.
E2S V-Match - Variante con guardamanos de aluminio anodizado, sin asa de transporte y con cañones de 510 mm, 610 mm y 660 mm de longitud.
E2S V-Match Carbine - Como el anterior, pero con cañón de carabina (410 mm).
E2S Shorty - Versión con cañón de 410 mm y guardamanos "corto".
E2S Shorty AK - Variante corta con un cañón de carabina SBR de 368 mm de longitud, al cual se le ha soldado un freno de boca similar al del AK-74 para que tenga una longitud total de 410 mm.
E2S Dissipator - Variante con un cañón "Dissipator" de 410 mm de longitud diseñado por la Bushmaster. Este tiene una falsa portilla de gas con el punto de mira donde tendría que medir 510 mm, mientras que la portilla de gas verdadera está oculta bajo un guardamanos de 305 mm de longitud.

### Serie QRC
Anteriormente conocida como ORC (Optics Ready Carbine), pero ahora designada como QCR (Quick Response Carbine), son carabinas semiautomáticas sin asa de transporte ni mecanismos de puntería. Vienen equipadas de fábrica con una sencilla mira réflex de 1x20 aumentos.

### Serie Patrolman
Patrolman's Pistol - Versión "pistola" con cañones de 178 mm o 267 mm de longitud, guardamanos flotante y sin culata. También está disponible con selector de disparo para las Fuerzas Armadas o policiales.

## Notoriedad
La carabina Bushmaster XM15-E2S "tipo M4" se hizo conocida por haber sido empleada en octubre de 2002 en los ataques de francotiradores en la carretera Beltway, según Colt Defense. Su mala reputación se debe a que fue diseñada para eludir la Prohibición Federal de Armas de Asalto de 1994.

## Sandy Hook y sus secuelas
Una carabina Bushmaster XM15-E2S fue empleada en la masacre de la Escuela Primaria de Sandy Hook. Nueve familias de las 26 víctimas del tiroteo entablaron una querella en Connecticut contra la Bushmaster, la Remington Arms y otras empresas por daños "no especificados", solicitando una excepción al Acta de Protección al Comercio Legal de Armas de 2005, que normalmente evitaría un proceso legal. Los querellantes alegaron que la XM15-E2S solamente es adecuada para el Ejército y la Policía, mientras que la Bushmaster ofrecía el arma a los civiles. El 14 de abril de 2016, una corte de Connecticut negó a los acusados una moción para anular sumariamente el caso, mientras que sus abogados solicitaron una segunda moción al mes siguiente. El 14 de octubre de 2016, se les otorgó a los acusados la moción para anular sumariamente el caso. El juez dictaminó que la querella no era válida según las leyes federales y las leyes de Connecticut. Los querellantes indicaron que apelarían el dictamen.

## Legalidad
Como consecuencia del tiroteo en la escuela de Sandy Hook:
- El Estado de Nueva York prohibió la serie XM-15 y otras armas de asalto en el Acta NY SAFE de enero de 2013.[18]
- La serie XM-15 figura entre las más de 100 armas de fuego añadidas a la enmienda de abril de 2013 de la Prohibición de armas de asalto del Estado de Connecticut, aprobada después del tiroteo de la escuela de Sandy Hook.[19][20]